# Alexander Gauland
Alexander Eberhardt Gauland (* 20. února 1941 Saská Kamenice) je německý právník, publicista a politik za Alternativu pro Německo (AfD). Stál již u jejího zrodu v roce 2013.
V letech 1973 až 2013 byl členem Křesťanskodemokratické unie (CDU) a pracoval mj. jako vedoucí kanceláře ministerského předsedy Hesenska Waltera Wallmanna.
Na sjezdu AfD v Hannoveru byl Gauland dne 2. prosince 2017 zvolen spolupředsedou (resp. mluvčím) celoněmecké strany, spolu s Jörgem Meuthenem.

## Politická kariéra
Od zemských voleb v Braniborsku v roce 2014, kde vedl kandidátku AfD, byl poslancem braniborského zemského sněmu.
V roce 2017 se stal spolu s Alicí Weidelovou jedním ze dvou úspěšných vedoucích kandidátky AfD ve volbách do spolkového sněmu. Přitom došlo k dalšímu oslabení vůdčí stranické pozice Frauke Petryové, která poté nejen rezignovala na funkci spolupředsedkyně Alternativy, nýbrž také vystoupila ze strany. Ve volbách 24. září 2017 získal Gauland mandát jako poslanec Německého spolkového sněmu. Poté byl zvolen – společně s Alicí Weidelovou – předsedou frakce (poslaneckého klubu) AfD v Bundestagu.
Od 2. prosince 2017 je Gauland také spolupředsedou celoněmecké Alternativy pro Německo jako nástupce Petryové. Nastoupil jako kompromisní kandidát poté, co na tento post neúspěšně kandidovali umírněný předseda zemské organizace v Berlíně Georg Pazderski a národně-konzervativní předsedkyně strany ve Šlesvicku-Holštýnsku Doris von Sayn-Wittgenstein. Ani Pazderski ani Sayn-Wittgensteinová ve dvou kolech hlasování nezískali potřebnou nadpoloviční většinu a oba následně svou kandidaturu stáhli. Místo nich byl zvolen Gauland.

## Kontroverze
V září 2017, krátce před volbami do spolkového sněmu, se na internetu objevil videozáznam, na kterém Alexander Gauland na schůzi strany AfD komentoval minulost Německa. Podle Gaulanda je třeba přehodnotit pohled na činy německých vojáků v první a druhé světové válce, protože i Němci mají, podobně jako Francouzi a Angličané, „právo být pyšní na výkony německých vojáků ve dvou světových válkách“. Podobné radikální (pravděpodobně záměrné) výroky Gaulanda a jiných politiků AfD přispěly po parlamentních volbách v září 2017 k odchodu spolupředsedkyně strany Frauke Petryové z AfD.